# Trajan Petrovski
Trajan Petrovski (Трајан Петровски), rođen 31. siječnja 1939. u selu Arbinovo, Debarca, današnja Sjeverna Makedonija. Sjevernomakedonski pjesnik, pisac kratkih priča, romanopisac, publicist, prevoditelj, polemičar, diplomirao pravo, diplomat od karijere. Prvi veleposlanik R.Makedonije nakon nezavisnosti.Bio je veleposlanik SFR Jugoslavije i R. Makedonije u Egiptu, Turskoj, Azerbejdžanu i Kirgistanu. Potpisao više bilateralnih sporazuma o uspostavljanju diplomatskih odnosa Republike Makedonije s drugim zemljama.
Bio je tajnik i predsjednik Udruženja pisaca u Makedoniji, bio je predsjednik Vijeća Struških večeri poezije, član makedonskog PEN centra.
Petrovski je autor pjesničkih zbirki: I kosina i Goroklet (1964.), Opalenik (1967.), Blagoslov kruha (1969.), Drenovina (1971.), Ni dan ni grob (1974.), Govor seljaka (1979.), Stari vinograd. (1983), Sfinga (1985), Razgovori s Prlićevom (1989), Anatolijski vjetrovi (1993), Bosporov teror (1996.), Život u Aziji (2000.), Derviške propovijedi (2000.), Punchat (2005), The Ambis.Zena. (2010), Gdje je budućnost (2012), S kim danas mogu razgovarati (2012.), Glava u vreći (2014.), kad dođe zvijer (2017.), ja i crni Arapin (2017.), i vjerovanja u Ohridu (1996.)
Objavio je knjige kratkih priča, putopisa i zapisa: Vrijeme Litova i Agderova, Pad čovjeka, Kairo Magic, Gorki australijski putopis, Fiat Karaorman, Zračenje stvarnosti, Sedmogodišnje priče, Jawbone of Pat.
Petrovski je autor antoloških izbora: Slijepi harfist, Čitanje o papirusu, Antologija suvremene egipatske poezije, Antologija malezijske poezije, Prevedeno iz knjige mrtvih itd.
Zastupljen je u brojnim antologijskim selekcijama u zemlji i inozemstvu.
Petrovski je poezija prevedena na više od 20 jezika. Odvojene knjige poezije i proze objavljene su na engleskom, ruskom, arapskom, turskom, kineskom, rumunjskom, poljskom, srpskom, bugarskom, albanskom, azerbejdžanskom i mongolskom.
Prevodi sa srpskog, hrvatskog i engleskog jezika.
Trajan Petrovski nositelj je nekoliko značajnih domaćih i međunarodnih književnih nagrada i nagrada za poeziju i prozu, Racinovo priznanje, Koco Racin, Grigor Prličev, Vanco Nikoleski, Zlatno olovko, Zlatni Jupiter iz Toske u R. Turskoj, kao i nagradu. Klement Ohridski za životno djelo grada Ohrida
Supruga Verka Petrovska, sinovi Goran i Aleksandar Petrovski, unuci Jane, Katerina, Angela i Vedran Petrovski